# Vilhelm VII av Akvitanien
Vilhelm VII av Akvitanien, född 1023, död 1058, var regerande hertig av Akvitanien från 1039 till 1058. 